# Oïkema
Un oïkema (du grec ancien οἴκημα, oíkēma, signifiant "habitation") est un type d'installation commerciale polyvalente dans la Grèce antique. Ce terme peut également désigner une prison dans certains contextes.

## Dans l'architecture commerciale antique
L'oïkema était le type d'installation commerciale le plus répandu dans la Grèce antique. Ces espaces polyvalents se trouvaient généralement dans les zones commerciales telles que l'agora, les stoas et les rues marchandes.

### Caractéristiques
Les oïkemas étaient caractérisés par leur flexibilité d'utilisation. Ils pouvaient accueillir diverses activités commerciales et artisanales. Leur conception architecturale permettait une adaptation à différents types de commerce.

### Évolution historique
L'apparition et l'évolution de l'oïkema s'étendent sur une vaste zone géographique comprenant la Grèce continentale, les îles de la mer Égée, les îles Ioniennes et la côte ouest de l'Asie Mineure.

## Autres usages du terme

### En tant que prison
Par euphémisme, le terme oïkema pouvait également désigner une prison.

### Dans l'architecture moderne
Le concept d'oïkema a inspiré certains architectes modernes. Par exemple, Claude-Nicolas Ledoux a utilisé ce terme pour désigner une Maison de la passion dans ses projets architecturaux,.